# Буй (селище)
Буй (угор. Buj) — селище (надькьожег) в медьє Саболч-Сатмар-Береґ в Угорщині. Вперше згадується в 1327 році.

## Населення
Селище займає площу 32,76 км², там проживає 2289 жителів (за даними 2010 року). За даними 2001 року, 98 % жителів селища — угорці, 2 % — роми.

## Розташування
Селище розташоване за 16 км на північ від міста Ньїредьгаза. В селищі є залізнична станція.

## Пам'ятки
- Греко-католицька церква 1825 року;
- Протестантська церква 1850 року.